# Thamnobryum maderense
Thamnobryum maderense är en bladmossart som beskrevs av Lars Hedenäs 1992. Thamnobryum maderense ingår i släktet rävsvansmossor, och familjen Neckeraceae. Inga underarter finns listade i Catalogue of Life.